# Epimecis transitaria
Epimecis transitaria är en fjärilsart som beskrevs av William Schaus. Epimecis transitaria ingår i släktet Epimecis och familjen mätare. Inga underarter finns listade i Catalogue of Life.